# Ľubovňanská kotlina
Ľubovnianská kotlina je geomorfologický podcelek Spišsko-šarišského medzihoria. Leží na severním Spiši a její centrální oblast zabírá město Stará Ľubovňa. Středem kotliny protéká řeka Poprad.

## Vymezení
Podcelek leží na severozápadním okraji Spiško-šarišského medzihoria a ze severu a jihu je obklopen pohořími. Na severu je to Ľubovnianská vrchovina a Pieniny, západním směrem navazuje Spišská Magura s podcelkem Veterný vrch. Jižním směrem vystupují Levočské vrchy s podcelkem Levočská vrchovina a jihovýchodním směrem pokračuje Spišsko-šarišské medzihorie podcelky Jakubianská brázda, Hromovec a Ľubotínska pahorkatina. 

## Osídlení
V centrální části kotliny leží okresní město Stará Ľubovňa, menší sídla jsou v údolích potoků. Osou území je řeka Poprad, v jejímž údolí vedou dopravní komunikace. V okresním městě se kříží silnice I / 77 (od Popradu) a I / 68 ( Prešov - Mníšek nad Popradom). Údolím vede i železniční trať Poprad-Tatry - Plaveč.

## Chráněná území
V Lubovnianské kotlině leží maloplošné chráněné území, přírodní památka Litmanovský potok. Významnou turistickou atrakcí je Ľubovňanský hrad. 